# Бжезьно (Александровський повіт)
Бжезьно (пол. Brzeźno) — село в Польщі, у гміні Конецьк Александровського повіту Куявсько-Поморського воєводства.
Населення — 186 осіб (2011).
У 1975-1998 роках село належало до Влоцлавського воєводства.

## Демографія
Демографічна структура станом на 31 березня 2011 року:
|          | Загалом | Допрацездатний вік | Працездатний вік | Постпрацездатний вік |
| -------- | ------- | ------------------ | ---------------- | -------------------- |
| Чоловіки | 94      | 8                  | 75               | 11                   |
| Жінки    | 92      | 16                 | 50               | 26                   |
| Разом    | 186     | 24                 | 125              | 37                   |